# Nina Pušlar
Nina Pušlar, slovenska pevka, * 25. oktober 1988
Širši slovenski javnosti pa je postala znana z zmago v 2. sezoni Bitke talentov, leta 2005. Svoj prvi videospot, za skladbo "Ni ona", je predstavila teden dni po zmagi, 18. decembra 2005, v oddaji Spet doma. Naslovna pesem plošče Slečeno srce je bila po podatkih Zavoda IPF najbolj predvajana slovenska skladba leta 2010. Uspeh je ponovila njena pesem To mi je všeč leta 2016.

## Pevska kariera
Svojo glasbeno pot je začela v dekliški pop skupini Daylight in zasedbi Silencia.
Leta 2006 je izdala debitantski album z naslovom Nina Pušlar in za dve skladbi z albuma posnela videospot ("Ni ona", "Vse, kar rečeš mi").
Leta 2015 je 10-letnico kariere praznovala s koncertom v ljubljanskih Križankah, albumom #malodrugace, na katerega je uvrstila svoje največje uspešnice v "malo drugačni" preobleki, in posebnim videospotom za »Sladoled z vesoljem, prosim«, v katerem nastopajo glasbeniki, avtorji in drugi, ki so zaznamovali njeno glasbeno pot.
Od septembra 2014 je nastopala v muzikalu Cvetje v jeseni v vlogi Mete Presečnikove (Špas teater). 16. decembra 2023 je imela samostojni koncert v razprodani Areni Stožice. S tem je postala prva slovenska pevka, ki je Stožice napolnila v celoti, torej tudi z rdečim ringom.

## Resničnostne oddaje

### Bitka talentov
| Krog   | Datum        | Pesem                                 | Rezultat |
| ------ | ------------ | ------------------------------------- | -------- |
| I.     | 1. 5. 2005   | New York, New York (Liza Minnelli)    | 1. mesto |
| II.    | 25. 9. 2005  | What a Feeling (Irene Cara)           | 1. mesto |
| III.   | 6. 11. 2005  | Dan najlepših sanj (Regina)           | Top 2    |
| IV.    | 20. 11. 2005 | Zbudi se (Tanja Ribič)                | Top 2    |
| V.     | 27. 11. 2005 | V ogenj zdaj obleci me (Nuša Derenda) | 1. mesto |
| VI.    | 4. 12. 2005  | Rada bi znova poletela (Alenka Godec) | 1. mesto |
| Finale | 11. 12. 2005 | New York, New York (Liza Minnelli)    | 1. mesto |

## Festivali

### EMA
- 2010: Dež (Martin Štibernik, Dejan Radičević - Dejan Radičević - Martin Štibernik, Dejan Radičević)
- 2011: Bilo lepo bi (Martin Štibernik, Dejan Radičević - Martin Štibernik, Dejan Radičević - Martin Štibernik, Dejan Radičević)

### Slovenska popevka
- 2012: Kdo še verjame (Matjaž Vlašič - Urša Vlašič - Primož Grašič) - 2. mesto (s Stiškim kvartetom)

## Nagrade in priznanja
- zlata piščal za izvajalko leta 2015 (Zlate piščali 2016)
- največkrat predvajana domača skladba v letu 2022 (»Nina, Nina, Nina«)
- najbolj predvajana domača izvajalka leta 2022[8]

## Diskografija
| \| Leto \| Album \| Skladbe \| \| ---- \| ---------------- \| ----------------------------------------------------------------------------------------------------------------------------------------------------------------------------------------------------------------------------------------------------------------------------------------------------------------------------------------------- \| \| 2006 \| Nina Pušlar \| 1. Objemi me zdaj 2. Rok trajanja 3. Hočem naprej 4. Štirje letni časi 5. Labirint 6. Ljubezen z ledom 7. Ni ona 8. Vse, kar rečeš mi 9. Čudež na tvojih ustnicah 10. Na koncu neba 11. Kar se ne konča 12. Ni ona (remix) \| \| 2010 \| Slečeno srce \| 1. Slečeno srce 2. Dež 3. Matematika 4. Moj svet 5. Tvoja kri 6. Odhajam z vetrom 7. Zemljevid sveta 8. Tatoo 9. Minuta do polnoči 10. Tvoj telefon \| \| 2011 \| Med vrsticami \| 1. Tik tak tok 2. Saj sva skupaj 3. Ti greš 4. Če ti zavežem oči 5. Le navaden 6. Za ptice je nebo 7. Med vrsticami 8. Drugačna 9. Pesem brez konca 10. Daj povej 11. Pozdrav z ljubeznijo 12. Najlepši spomini 13. Punca (feat. Jan Plestenjak) 14. Bilo lepo bi \| \| 2013 \| Nekje vmes \| 1. Ta svet ne zna živet 2. Kdo misliš, da si 3. Polja nežnosti 4. Vprašanja srca 5. Spomin srca (Martin Štibernik/Miša Čermak) 6. Vse 7. Nasmeh in mirna kri 8. Ti že veš 9. Sladoled z vesoljem, prosim 10. Sto napak in zmot 11. Nekje vmes 12. Na drugem koncu sveta 13. Poljub na klopci 14. Sva super par 15. Svet je tvoj! (feat. Zlatko) \| \| 2015 \| #malodrugace \| 1. Rok trajanja 2. Ni ona 3. Slečeno srce 4. Tik tak tok 5. Sva super par 6. Vse, kar rečeš mi 7. Tvoja kri 8. Odhajam z vetrom 9. Saj sva skupaj 10. Ta svet ne zna živet 11. Dež 12. Kdo še verjame 13. Mimogrede (z Matjažem Robavsom) \| \| 2019 \| Nina \| 1. Svet na dlani 2. Ujemi ritem 3. To mi je všeč 4. Za naju 5. Včeraj in za zmeraj 6. Moj mali svet 7. Za vedno 8. Naj nič te ne ustavi 9. Pusti me \| \| 2022 \| Nina, Nina, Nina \| 1. Nina, Nina, Nina 2. Oprosti 3. Malo, malo 4. Ironija 5. Prste stran 6. Iz čiste trme 7. Mineva 8. Zdaj si upam 9. Na dolgi rok 10. Tople oči \| | - Mamin sin - V iskanju sreče (z Zlatkom) - Nariši nov dan (z Galom Gjurinom in Eldo Viler) - To je to (z Galom Gjurinom) - Kdo še verjame (s Stiškim kvartetom) - Ti to lahko (z Zlatkom) - To mi je všeč (januar 2016) - Ni ona - Vse, kar rečeš mi - V iskanju sreče - Nariši nov dan - Odhajam z vetrom - Pozdrav z ljubeznijo - Tik tak tok - Saj sva skupaj - 2013: Svet je tvoj! − feat. Zlatko - 2014: Poljub na klopci - 2014: Sva super par - 2014: Ta svet ne zna živet - 2014: Kdo misliš, da si - 2015: Vprašanja srca - 2015: Sladoled z vesoljem, prosim - 2015: Mimogrede – z Matjažem Robavsom - 2016: To mi je všeč - 2016: Tebe imam – feat. Jan Plestenjak - 2017: Za vedno - 2017: Lepa si - 2018: Za naju - 2019: Svet na dlani - 2019: Pusti me - 2020: Včeraj in za zmeraj | |
| Leto | Album | Skladbe |
| 2006 | Nina Pušlar | 1. Objemi me zdaj 2. Rok trajanja 3. Hočem naprej 4. Štirje letni časi 5. Labirint 6. Ljubezen z ledom 7. Ni ona 8. Vse, kar rečeš mi 9. Čudež na tvojih ustnicah 10. Na koncu neba 11. Kar se ne konča 12. Ni ona (remix) |
| 2010 | Slečeno srce | 1. Slečeno srce 2. Dež 3. Matematika 4. Moj svet 5. Tvoja kri 6. Odhajam z vetrom 7. Zemljevid sveta 8. Tatoo 9. Minuta do polnoči 10. Tvoj telefon |
| 2011 | Med vrsticami | 1. Tik tak tok 2. Saj sva skupaj 3. Ti greš 4. Če ti zavežem oči 5. Le navaden 6. Za ptice je nebo 7. Med vrsticami 8. Drugačna 9. Pesem brez konca 10. Daj povej 11. Pozdrav z ljubeznijo 12. Najlepši spomini 13. Punca (feat. Jan Plestenjak) 14. Bilo lepo bi                                                                               |
| 2013 | Nekje vmes | 1. Ta svet ne zna živet 2. Kdo misliš, da si 3. Polja nežnosti 4. Vprašanja srca 5. Spomin srca (Martin Štibernik/Miša Čermak) 6. Vse 7. Nasmeh in mirna kri 8. Ti že veš 9. Sladoled z vesoljem, prosim 10. Sto napak in zmot 11. Nekje vmes 12. Na drugem koncu sveta 13. Poljub na klopci 14. Sva super par 15. Svet je tvoj! (feat. Zlatko) |
| 2015 | #malodrugace | 1. Rok trajanja 2. Ni ona 3. Slečeno srce 4. Tik tak tok 5. Sva super par 6. Vse, kar rečeš mi 7. Tvoja kri 8. Odhajam z vetrom 9. Saj sva skupaj 10. Ta svet ne zna živet 11. Dež 12. Kdo še verjame 13. Mimogrede (z Matjažem Robavsom) |
| 2019 | Nina | 1. Svet na dlani 2. Ujemi ritem 3. To mi je všeč 4. Za naju 5. Včeraj in za zmeraj 6. Moj mali svet 7. Za vedno 8. Naj nič te ne ustavi 9. Pusti me |
| 2022 | Nina, Nina, Nina | 1. Nina, Nina, Nina 2. Oprosti 3. Malo, malo 4. Ironija 5. Prste stran 6. Iz čiste trme 7. Mineva 8. Zdaj si upam 9. Na dolgi rok 10. Tople oči |